# برناي

شعار بلدية برناي

برناي (Bernay) بلدية فرنسية تقع في غرب إقليم أورشمال فرنسا .

## توأمة
لبيرناي اتفاقيات توأمة مع كل من:
- كلوبنبورغ
- Haslemere [الإنجليزية]‏

## أعلام
- أوليفييه بيكار
- باسكال جول
- أوقستي بريفوست
- كريستوف كوكارد
- جورج دافي
- زكية داود